# Rádio Globo O Povo
Rádio Globo O Povo foi uma emissora de rádio brasileira sediada em Fortaleza, capital do estado do Ceará. Operava no dial AM, na frequência 1010 kHz e era afiliada à Rádio Globo, sendo pertencente ao Grupo de Comunicação O Povo. Foi fundada em 3 de dezembro de 2012 e encerrada em 30 de novembro de 2013.

## História
Antes da criação da Rádio Globo O Povo, a Rádio Globo operou em Fortaleza na frequência que pertence à Rádio Assunção, sendo chamada de Rádio Globo Fortaleza entre os anos de 2006 e 2012. Em junho de 2012, a direção da emissora anuncia que não irá renovar o contrato de afiliação com a Globo e que iria investir em programação local, voltando com seu nome original.
Em outubro de 2012, o Grupo de Comunicação O Povo realiza uma mudança estratégica em suas rádios do Sistema O Povo de Rádio. Neste mês, foi acordado que Rádio O Povo CBN iria migrar para o dial FM, substituindo a Mix FM Fortaleza, que seria extinta. Foi acertado também que o dial AM iria ser ocupado pela Rádio Globo a partir de dezembro. As mudanças foram realizadas no dia 27 de outubro. Num primeiro momento, a Rádio O Povo CBN operou simultaneamente nos dois canais.
No final de outubro de 2012, foi anunciado para a imprensa que a nova rádio do dial AM iria se chamar Rádio Globo O Povo. A rádio passou a contar com os jornalistas Farias Júnior e Alan Neto, sendo este último oriundo da O Povo CBN. João Rufino, da Mix FM Fortaleza, passou a apresentar dois programas na grade da emissora. A emissora estreou oficialmente em 3 de dezembro de 2012. Segundo o diretor geral da rádio, Marcos Tardin, a ideia era se aproximar de um público mais popular, mas mantendo a qualidade característica do grupo.
Em 13 de maio de 2013, o programa Trem Bala ganhou uma primeira edição, simultâneo com a TV O Povo. Em 30 de novembro de 2013, por decisão estratégica do Grupo de Comunicação O Povo, a Rádio Globo O Povo é encerrada e a O Povo CBN volta a ser transmitida simultaneamente em 1010 kHz e 95.5 MHz.

## Programas
Além da retransmissão da grade de rede da Rádio Globo, a Rádio Globo O Povo contou com os seguintes programas:
- Manhã do Povo, com Farias Júnior
- A Hora do João Rufino, com João Rufino
- Trem Bala, com Alan Neto
- Busão do João, com João Rufino
- As Frias do Sérgio, com Sérgio Ponte

As transmissões esportivas dos times locais eram realizadas em conjunto com a Rádio O Povo CBN.